# Lundby, Norrtälje kommun
Lundby är en bebyggelse nordväst om Norrtälje i Norrtälje kommun. Vid SCB;s ortsavgränsning 2020, men ej efter 2023, klassades bebyggelsen som en småort.